# HMS Colossus (R15)
HMS Colossus (R15) là một tàu sân bay hạng nhẹ có một lịch sử phục vụ cùng Hải quân Hoàng gia Anh ngắn ngủi. Nó là chiếc tàu chiến thứ tư của Hải quân Anh, cũng là chiếc cuối cùng, được đặt cái tên này. Tên của nó cũng được đặt cho lớp Colossus, lớp tàu sân bay hạng nhẹ vốn là phiên bản thu nhỏ của lớp tàu sân bay Illustrious. Nó được hạ thủy vào năm 1943 và đưa vào hoạt động năm 1944. Nó phục vụ cùng Hạm đội Thái Bình Dương Anh Quốc trong giai đoạn 1945 - 1946; trước khi được cho Pháp mượn.
Nó được đổi tên thành Arromanches vào năm 1946 và được chuyển cho Hải quân Pháp mượn. Trong khi phục vụ với Pháp, chiếc tàu sân bay đã tham gia Chiến tranh Đông Dương trong ba tháng vào năm 1948. Sau đó, nó được Pháp mua lại vào năm 1951. Trong những năm tiếp theo, Arromanches từng quay trở lại Đông Dương, lần này là hoàn toàn là một tàu chiến của Pháp. Các cải biến được thực hiện trong giai đoạn này cho phép nó hoạt động cùng kiểu máy bay Breguet Alizé.
Đến năm 1968 nó được cải biến thành một tàu sân bay chống tàu ngầm, hoạt động cùng với tối đa 24 máy bay trực thăng. Nó được cho ngừng hoạt động vào năm 1974 và được tháo dỡ tại Toulon vào năm 1978.

## Thiết kế và chế tạo
Con tàu được dự định để bù đắp vào sự thiếu hụt tàu sân bay của Hải quân Hoàng gia Anh. Được thiết kế để chế tạo được trong các xưởng đóng tàu buôn, nó rẻ hơn và chế tạo nhanh hơn so với một chiếc tàu sân bay hạm đội, nhưng có khả năng chiến đấu tốt hơn so với những chiếc tàu sân bay hộ tống vốn chỉ dành cho nhiệm vụ bảo vệ trên không cho các đoàn tàu vận tải vượt Đại Tây Dương. Là một phiên bản thu nhỏ của lớp Illustrious, chúng lại có một lực lượng không quân phối thuộc lớn nhờ vào việc hy sinh không có vỏ giáp.
Kế hoạch chế tạo được đặt lườn vào ngày 1 tháng 6 năm 1942 tại xưởng tàu Vickers-Armstrongs. Colossus được hạ thủy vào ngày 30 tháng 9 1943 và đưa ra hoạt động vào ngày 16 tháng 12 năm 1944.

### Vũ khí trang bị

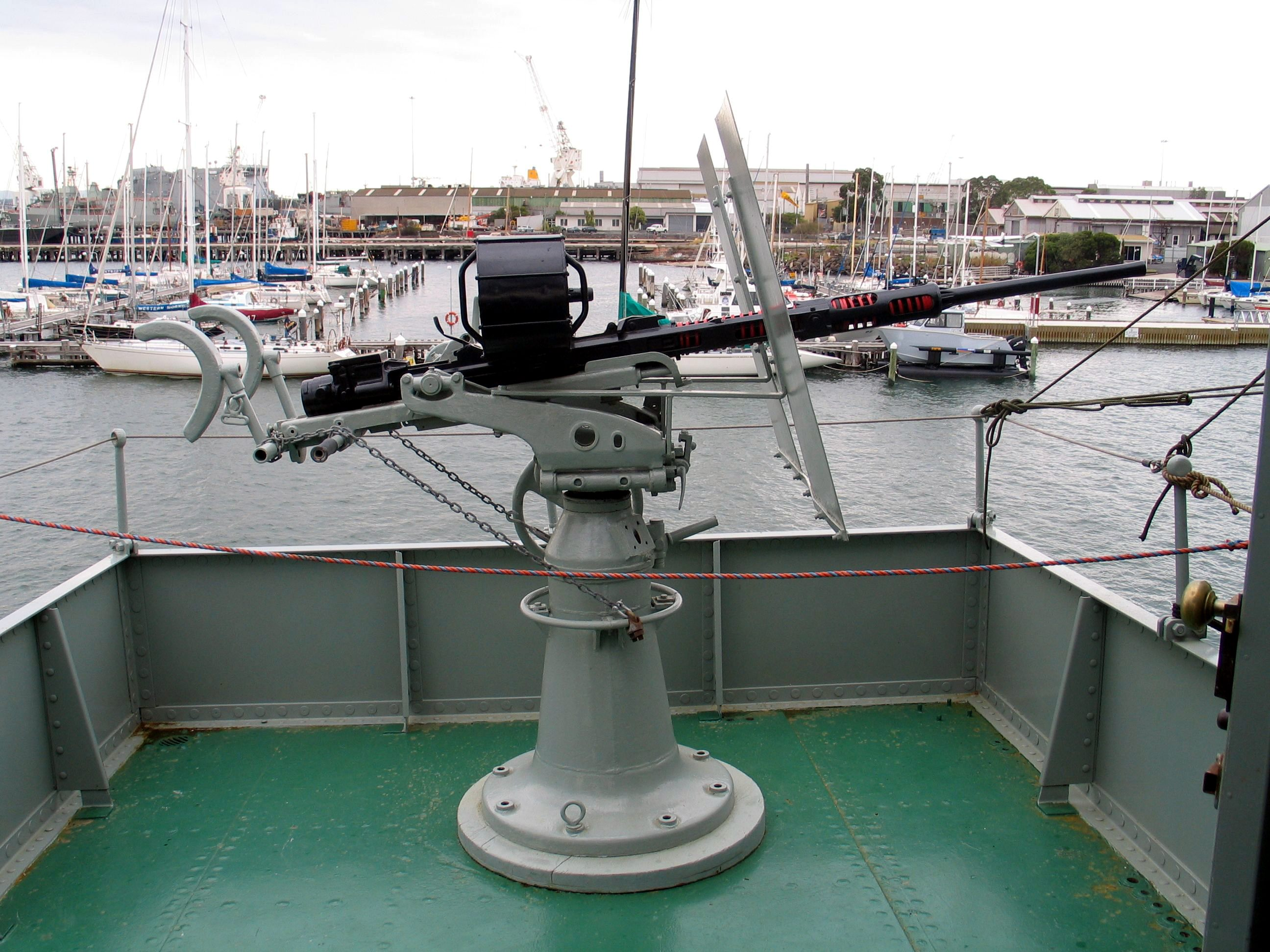
Một khẩu pháo Oerlikon 20 mm.

Trong suốt thời gian phục vụ, Colossus được trang bị 24 khẩu pháo Vickers Armstrongs QF 2 pounder Mark VIII, 32 khẩu Oerlikon 20 mm, đến năm 1945 được thay thế bởi 21 khẩu Bofors 40 mm và bốn khẩu Vickers QF 3 pounder.

### Máy bay

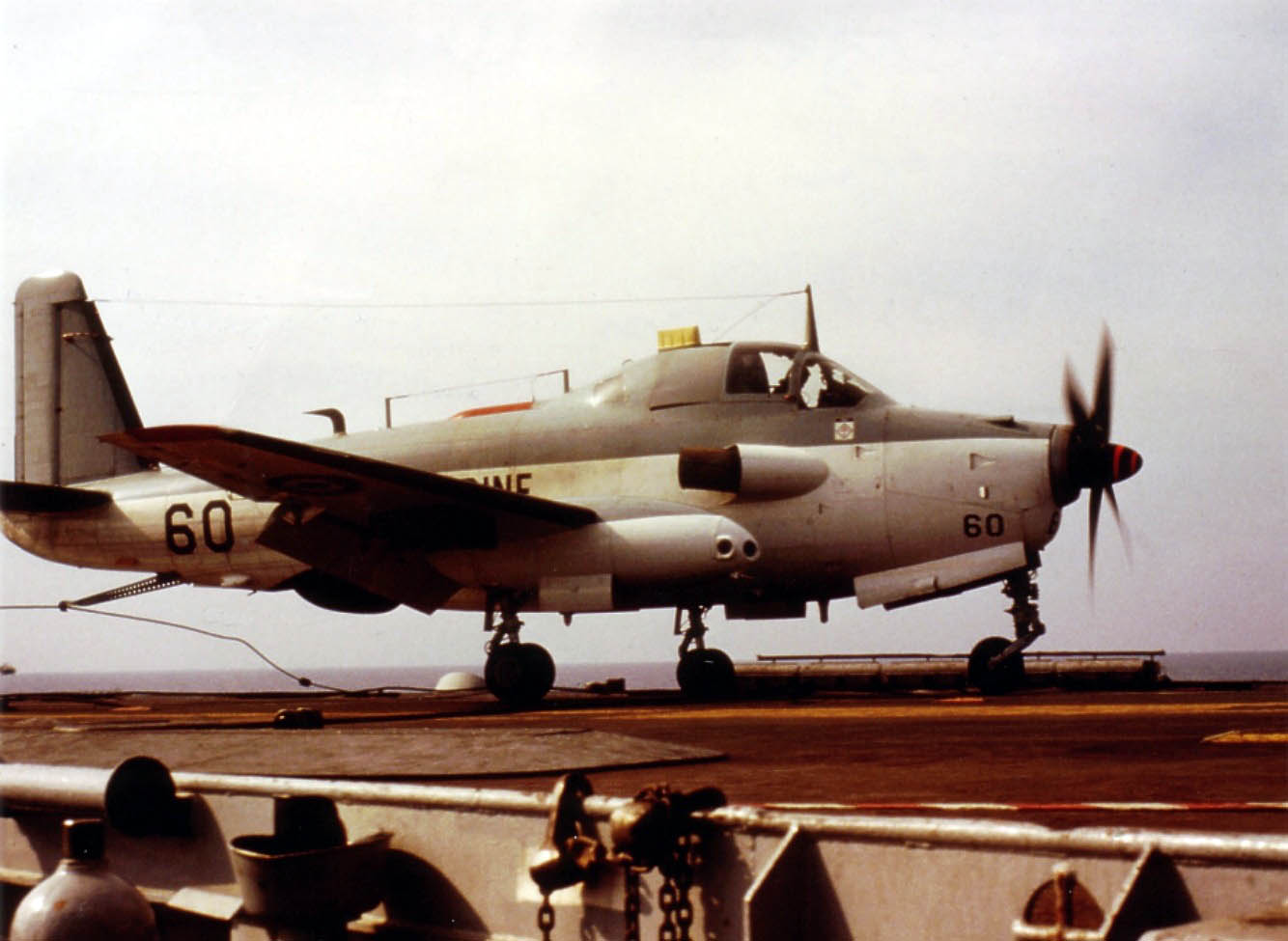
Máy bay Breguet Alizé.

Trong thời gian phục vụ trước năm 1968, Colossus từng hoạt động cùng các kiểu máy bay Breguet Br-1050 Alizé, Chance Vought F4U-7 Corsair, Grumman F6F-5 Hellcat, Fouga Zéphyr CM-175, Curtiss SB2C-5 Helldiver, Douglas SBD-5 Dauntless, de Havilland SNCASE Aquilon, Supermarine Seafire Mk III và XV cùng Grumman TBM Avenger. Sau khi cải biến thành tàu sân bay chống tàu ngầm vào năm 1968, nó hoạt động cùng các kiểu máy bay trực thăng Alouette II và III, Sikorsky S-51, H-19D (S-55) và HSS-1 (S-58), Piasecki H-21 và HUP-2 cùng Fieseler MS-500 Criquet.

### Trang bị hàng không
Colossus được trang bị một sàn đáp thông thường kích thước 211 x 24,50 m, một máy phóng gắn ở phía mũi tàu, hai thang nâng kích thước 13, 72 x 10,36 và một sàn chứa máy bay kích thước 104,24 x 15,85 m; được tái trang bị vào năm 1964 để có thể chứa 13 chiếc TBM, 2 chiếc HUP-2 hoặc 15 chiếc F4U và 2 chiếc HUP-2.

### Radar

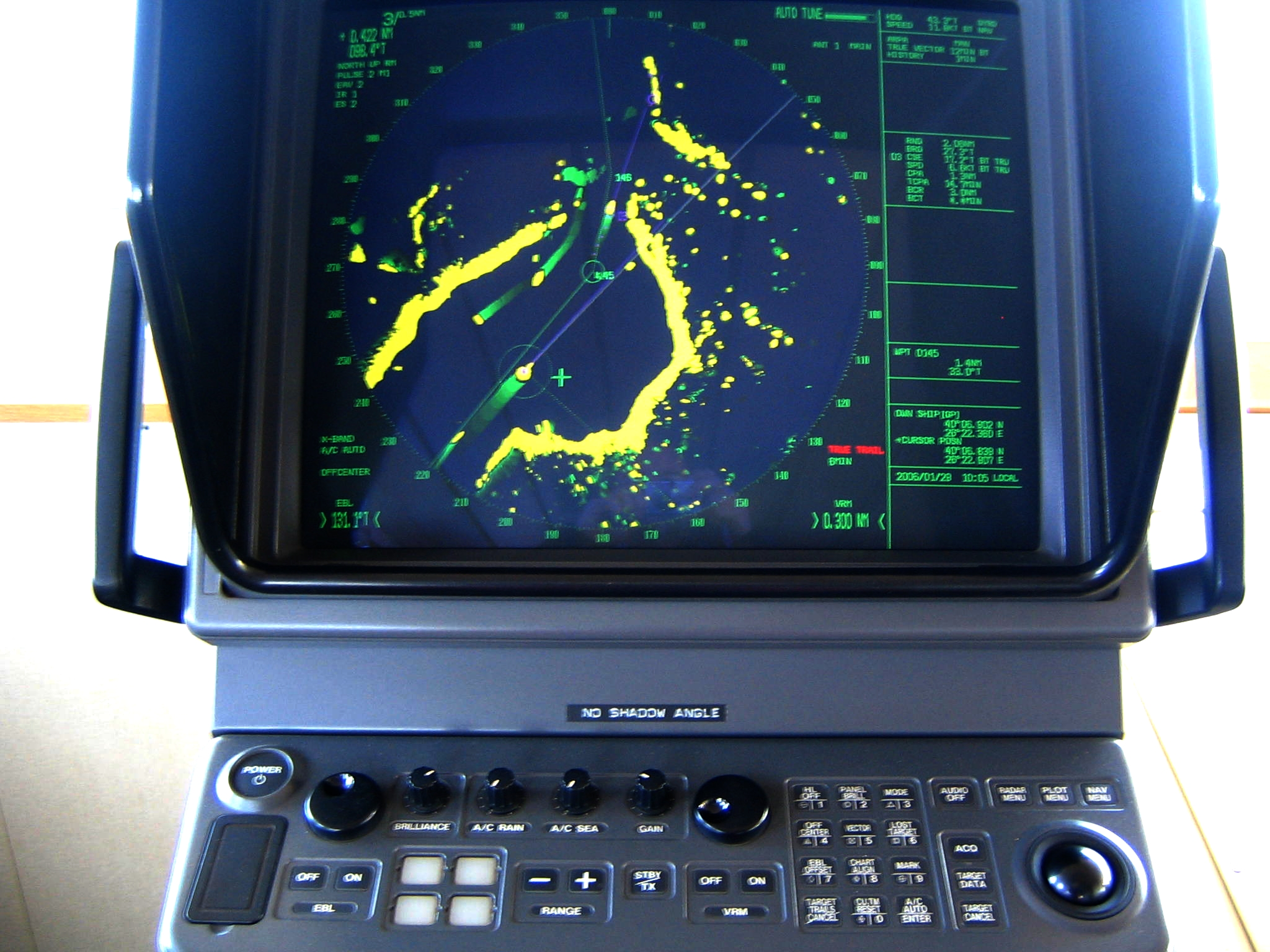
Màn hình radar dò tìm mặt đất

Vào năm 1947, nó chỉ được trang bị một hệ thống radar dò tìm trên không kiểu 79B, và dò tìm kết hợp trên không và mặt đất 277 và 281B. Ngoài ra nó còn có một hệ thống theo dõi mục tiêu 293. Vào năm 1954 nó sở hữu một hệ thống 281B dò tìm trên không và một hệ thống 291B cùng 277 dò tìm mặt đất. Arromanches vẫn có một hệ thống dò tìm mục tiêu 293. Để dò tìm trên không, nó chỉ được trang bị hệ thống 79B, nhưng được nâng cấp trong cùng năm đó với một hệ thống YE cũng như một bộ dẫn đường DRBN-30. Vào năm 1959, nó bị xuống cấp chỉ với một hệ thống YE còn được giữ lại. Nhưng trong cùng trong năm này nó được nâng cấp các thiết bị quét mới. Chiếc tàu sân bay được trang bị kiểu DRBV-22 để dò tìm trên không và kiểu DRBV-31 mới dành do dò tìm mặt đất và dẫn đường. Và cuối cùng vào năm 1972, nó bị xuống cấp khi hệ thống YE bị tháo bỏ, nhưng được giữ lại các bộ DRBV-22 và DRBV-31 để dò tìm trên không, mặt đất và dẫn đường tương ứng.

### Nhân sự
Nhân sự được bố trí trong thời bình và vào gia đoạn chiến tranh khác biệt đáng kể. Số sĩ quan ít hơn 42 trong hòa bình và không quá 60 trong chiến tranh. Vào giai đoạn chiến tranh, thủy thủ đoàn bao gồm 171 hạ sĩ quan và 613 thủy thủ; trong khi vào thời chiến biên chế bao gồm 145 hạ sĩ quan và 516 thủy thủ.

## Lịch sử hoạt động

### Hải quân Hoàng gia Anh
Colossus (R15) là chiếc tàu chiến thứ tư của Hải quân Anh, cũng là chiếc cuối cùng, được đặt cái tên này, và chỉ có một thời gian hoạt động ngắn ngủi cùng Hải quân Hoàng gia Anh. Tên của nó còn được dùng để đặt cho lớp tàu sân bay hạng nhẹ Colossus bao gồm những chiếc tương tự. Nó còn được giao các nhiệm vụ can thiệp/tấn công, huấn luyện và vận chuyển nhanh quân sự.
Colossus phục vụ cùng Hạm đội Thái Bình Dương Anh Quốc trong giai đoạn 1945 - 1946; với một lực lượng không quân bao gồm 24 chiếc F4U Corsair và 18 chiếc Fairey Barracuda. Hai phi đội của Không lực Hải quân Hoàng gia đã từng được bố trí với nó trong giai đoạn này: Phi đội Không lực Hải quân Barracuda 827 và Phi đội Không lực Hải quân Corsair 1846.

### Hải quân Pháp

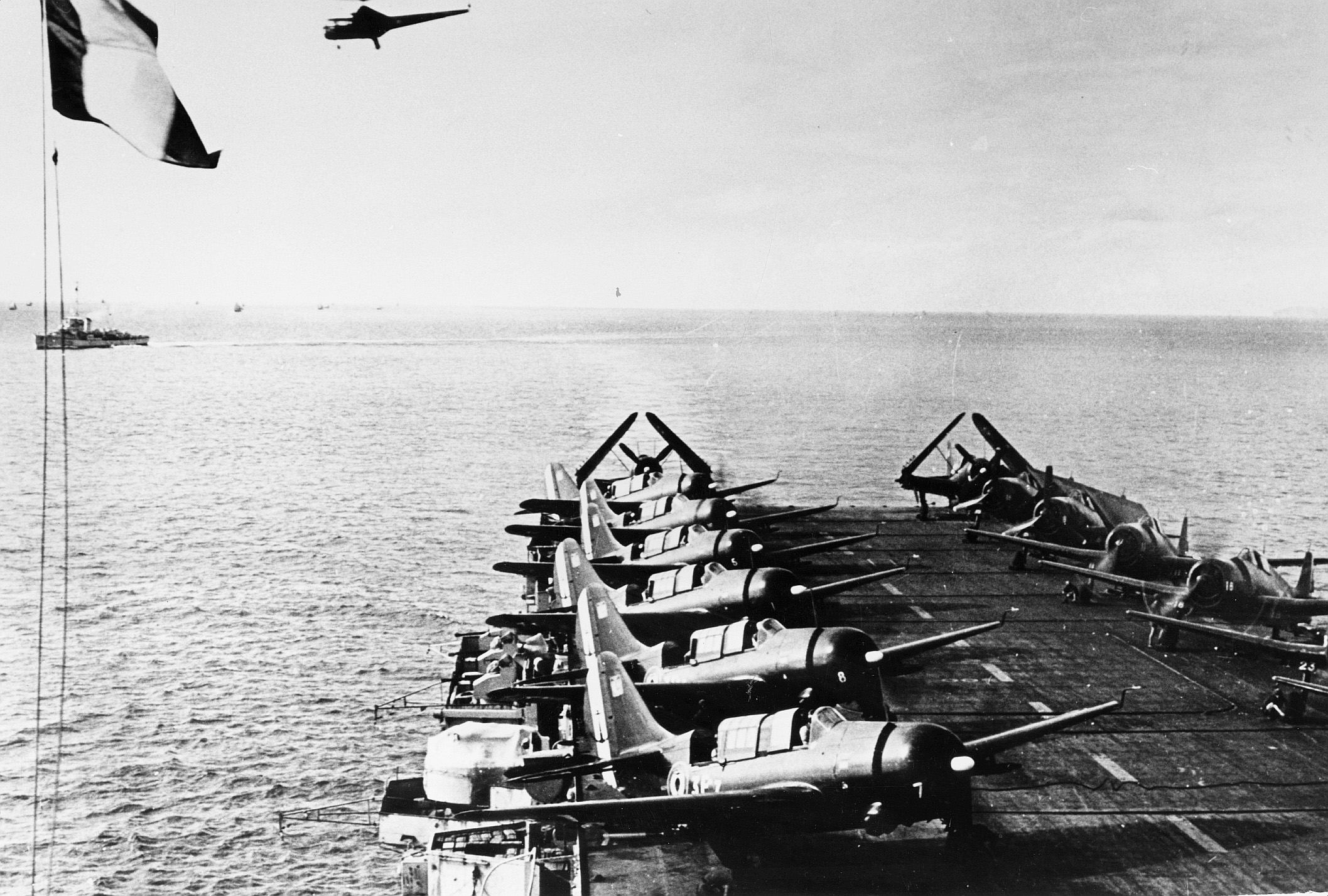
Những chiếc SB2C-5 và F6F-5 trên sàn đáp Arromanches, năm 1951.

Sau đó Colossus được cho Pháp mượn dưới tên gọi Arromanches từ tháng 8 năm 1946. Trong khi phục vụ cùng Hải quân Pháp, nó từng tham gia Chiến tranh Đông Dương trong ba tháng vào năm 1948. Nó quay trở về Pháp vào năm 1949 và được Pháp chính thức mua lại vào năm 1951. Ngày 3 tháng 11 năm 1956, 18 chiếc F4U Corsair được chuyển sang từ chiếc tàu sân bay Lafayette và Arromanches đã tham gia tấn công sân bay Cairo trong sự kiện Khủng hoảng kênh đào Suez. Nó được tái cấu trúc với một sàn đáp chéo góc 4 độ trong những năm 1957-1958. Trong thời gian này Arromanches cũng được trang bị để hoạt động như một tàu sân bay chống tàu ngầm và huấn luyện. Việc đại tu nó cho phép nó hoạt động cùng với kiểu máy bay chống tàu ngầm Breguet Alizé bắt đầu từ năm 1959. Cũng trong năm 1959, một lần nữa nó quay lại Đông Dương, lần này như là một tàu chiến hoàn toàn của Pháp. Arromanches được cải biến toàn bộ thành một tàu sân bay máy bay trực thăng chống tàu ngầm vào năm 1968 với khả năng mang đến 24 máy bay trực thăng. Vào lúc này con tàu không còn hoạt động như một tàu sân bay huấn luyện.

### Ngừng hoạt động và tháo dỡ
Vào giữa những năm 1950, Arromanches được thay thế trong các vai trò ở tuyến đầu. Vào cuối quãng đời hoạt động, nó phục vụ như một tàu sân bay huấn luyện và tàu sân bay máy bay trực thăng cho lực lượng Thủy quân Lục chiến Pháp vào năm 1968 mà không có một máy bay cánh cố định nào. Con tàu được cho ngừng hoạt động vào ngày 22 tháng 1 năm 1974, và được tháo dỡ tại Toulon vào năm 1978, một địa điểm lịch sử cho cả chiếc Colossus đầu tiên vào năm 1793 và chiếc cuối cùng vào năm 1978.